# Сопоти
Сопоти (пол. Sopoty, нім. Seepothen) — село в Польщі, у гміні Вільчента Браневського повіту Вармінсько-Мазурського воєводства.
Населення — 92 особи (2011).
У 1975—1998 роках село належало до Ельблонзького воєводства.

## Демографія
Демографічна структура станом на 31 березня 2011 року:
|          | Загалом | Допрацездатний вік | Працездатний вік | Постпрацездатний вік |
| -------- | ------- | ------------------ | ---------------- | -------------------- |
| Чоловіки | 46      | 8                  | 35               | 3                    |
| Жінки    | 46      | 9                  | 27               | 10                   |
| Разом    | 92      | 17                 | 62               | 13                   |